# Llanxa ràpida d'atac

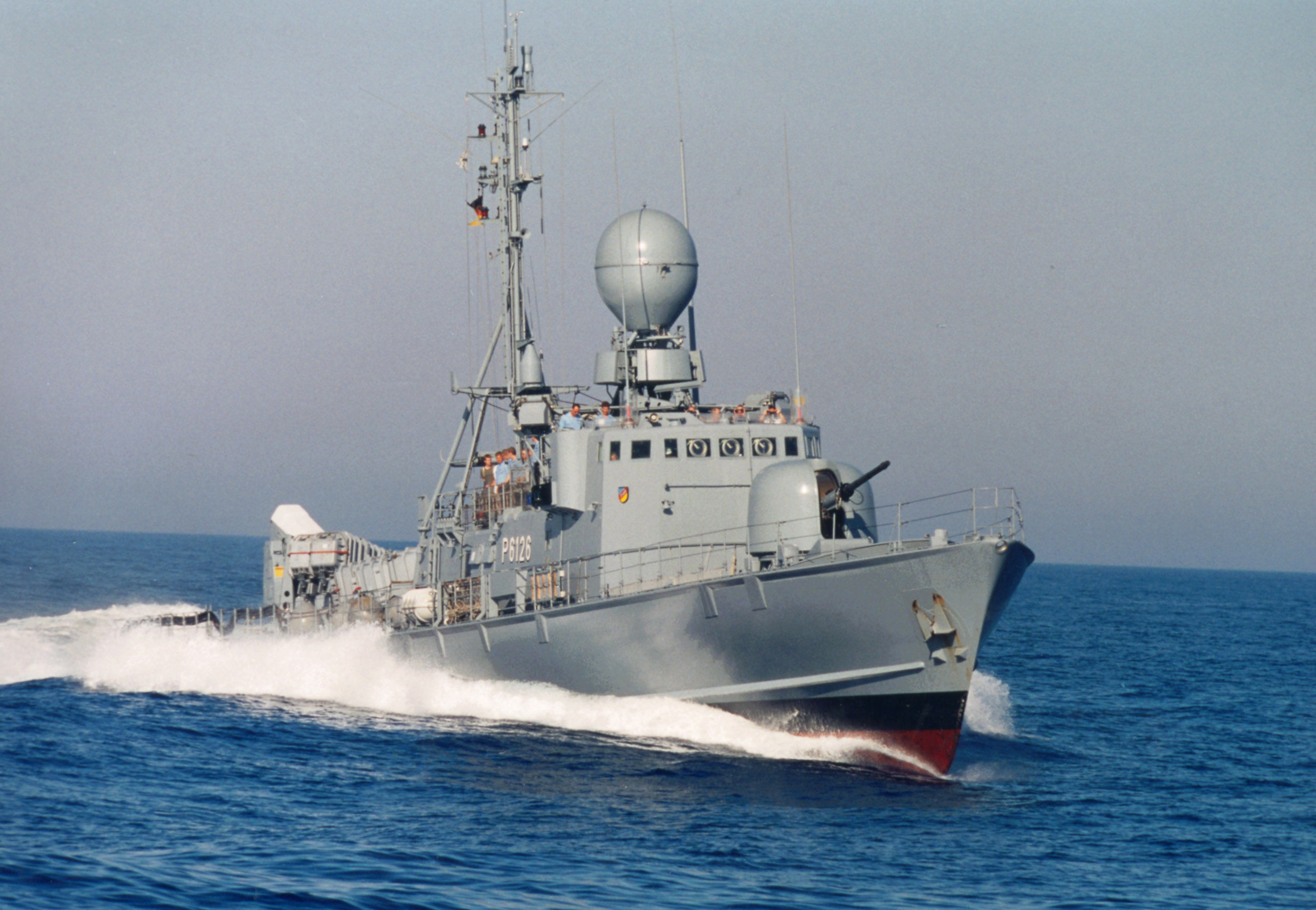
Una llanxa ràpida d'atac

Una llanxa ràpida d'atac, en acrònim anglès: FAC (Fast Attack Craft); en alemany: Schnellboot; o simplement llanxa ràpida, és una petita (de 100 a 400 tones de desplaçament) i ràpida (desenvolupen fins a 40 nusos) embarcació per a tasques ofensives, principalment equipada amb míssils antivaixell i/o torpedes. La classificació és molt ambigua, ja que el terme es fa servir normalment per definir les embarcacions que disposen de torpedes i míssils, però també es fa servir per definir un vaixell llançamíssils, torpediner o canoner.
A causa de la seva relativament petita grandària, les FACs estan generalment limitades a operacions costaneres i estats de la mar relativament tranquils. Per exemple, les armades del Mediterrani i Sud-est de l'Àsia les fan servir, però al Mar del Nord i als oceans, rarament hi són vistes.

## Història

### Inicis: llanxes torpedineres
Gràcies a la invenció dels motors de gasolina i altres innovacions tècniques de finals del segle xix fou possible construir petits vaixells de guerra de gran velocitat. Els primers vaixells d'aquest tipus van aparèixer a inicis del segle xx, construïts per Itàlia i la Gran Bretanya. El primer d'aquests vaixells va ser armat amb canons de calibre petit, tot i que més tard van ser armats amb torpedes autopropulsats, cosa que en va fer augmentar molt la capacitat ofensiva. Aquesta tipologia de naus, també anomenats llanxa llançatorpedes, suposaven un perill important per les naus de guerra principals com ara cuirassats i creuers. Això portar al desenvolupament dels destructors, un tipus de vaixell de guerra més petit i àgil que les naus capitals, la missió inicial dels quals era destruir els torpediners enemics. La primera acció notable del nou vaixell va ser l'enfonsament del cuirassat austrohongarès SMS Szent István per les llanxes italianes MAS-15, l'any 1918, durant la Primera Guerra Mundial.

### La revolució dels míssils antivaixell
Després de la II Guerra Mundial, l'ús d'aquesta classe de vaixells va anar decreixent als Estats Units i la Gran Bretanya, encara que la Unió Soviètica encara mantingués un gran nombre de canoners i torpediners en servei. Amb l'ús de míssils antivaixell als anys seixanta va tornar l'interès a l'ús de llanxes d'atac ràpid. Amb models desenvolupats primer a la Unió Soviètica i després a occident, sobretot a França i Alemanya. França també va construir un gran nombre d'aquest tipus de vaixells destinats a l'exportació.
La Primera Guerra del Golf el 1991 va fer evident un defecte important en la filosofia de disseny dels FACs després que una esquadra iraquians fos destruïda per helicòpters Linx britànics armats amb míssils Sea Skua. Habitualment les llanxes ràpida d'atac no comptaven gairebé amb cap sistema de defensa antiaèria, tot i que anaven equipats amb un radar de defensa aèria, ja que la petita mida del vaixell feia pensar que no es consideressin vulnerables a l'amenaça aèria.
En anys recents, les llanxes ràpides han estat equipats cada vegada més amb míssils antiaeris o CIWS i se n'ha augmentat el desplaçament fins a 800 tones-. Alguns dels dissenys més grans són capaços de portar un helicòpter.

## Galeria

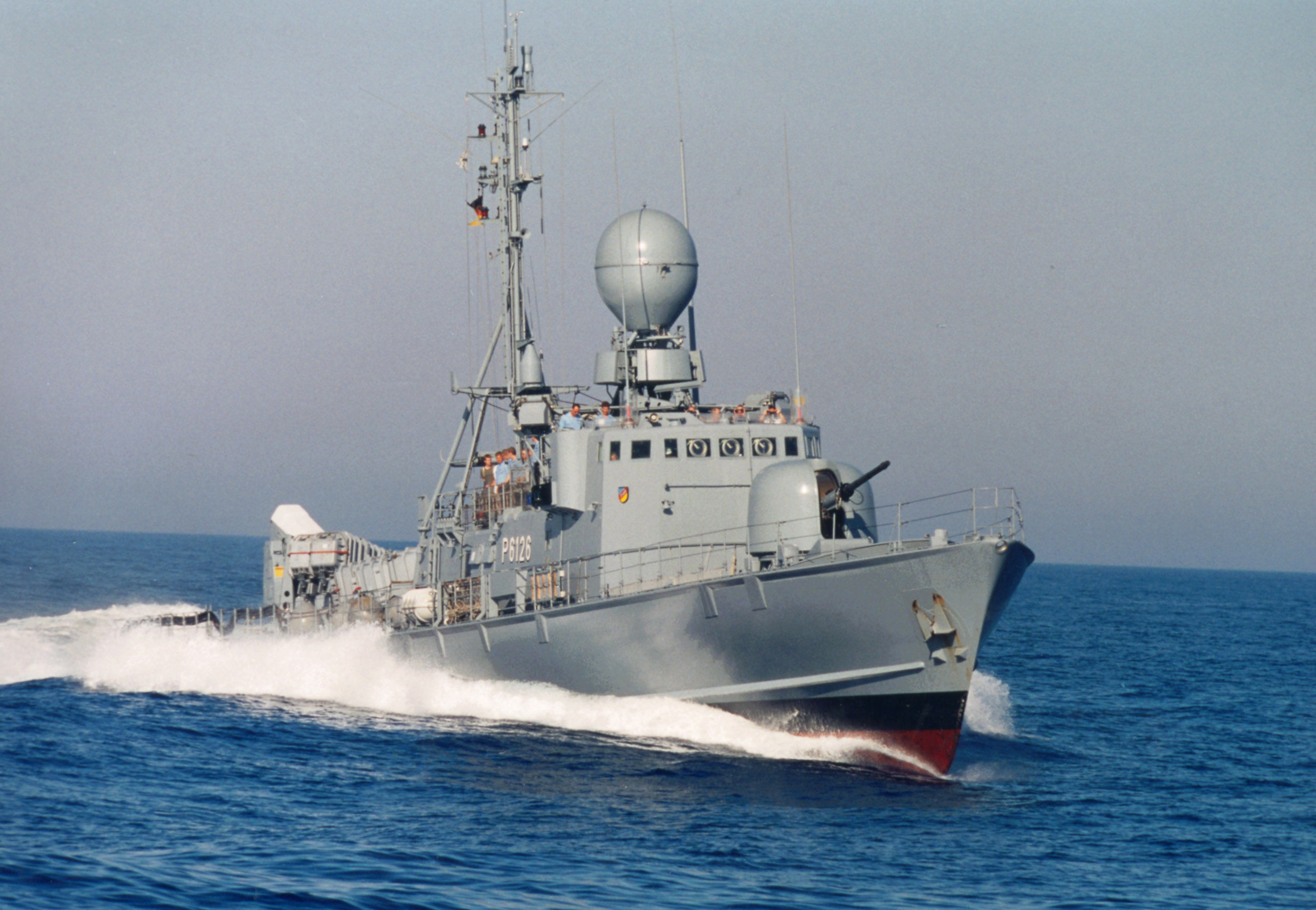
Llanxa ràpida d'atac alemanya, classe Gepard
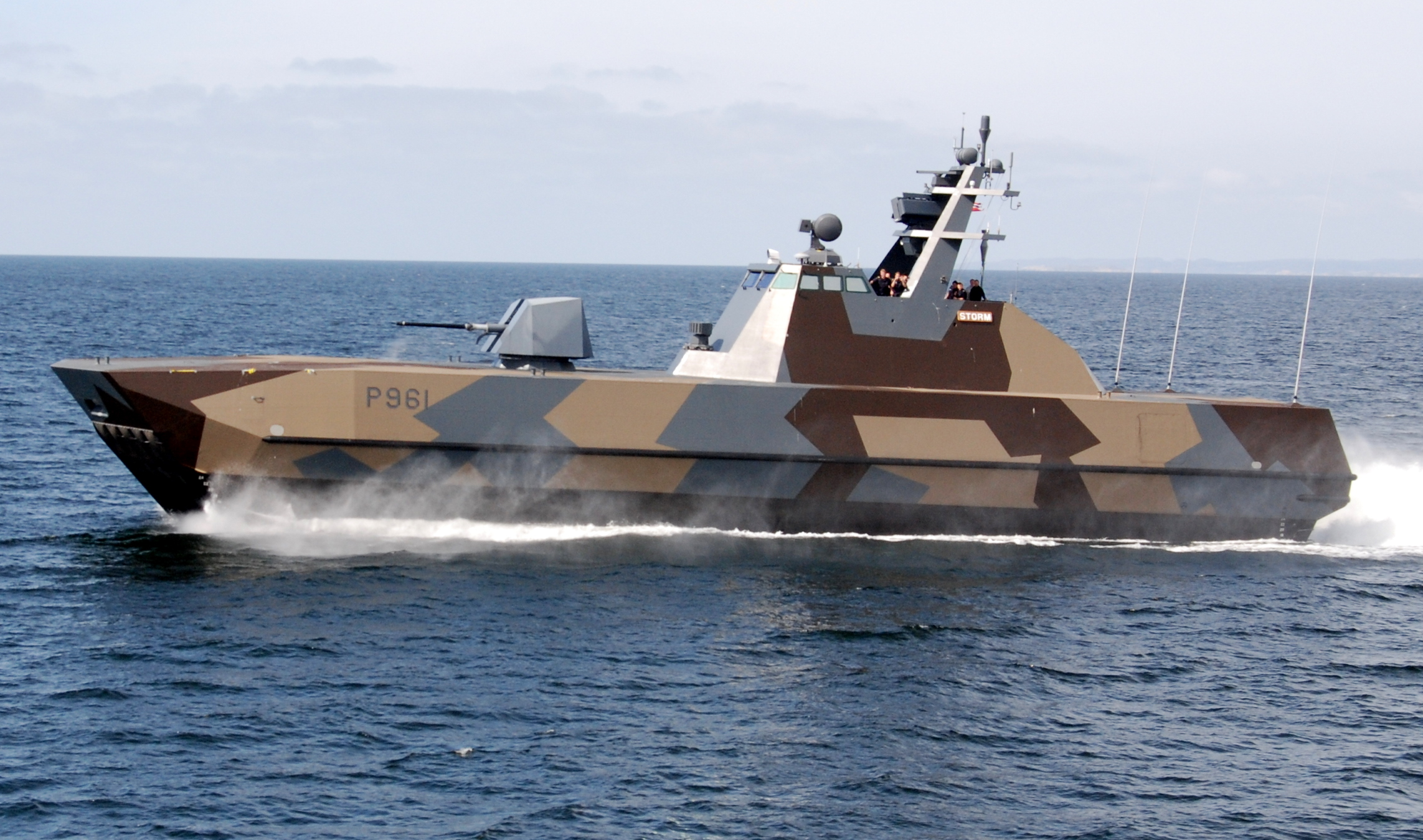
Patrullera llançamíssils noruega, classe Skjold
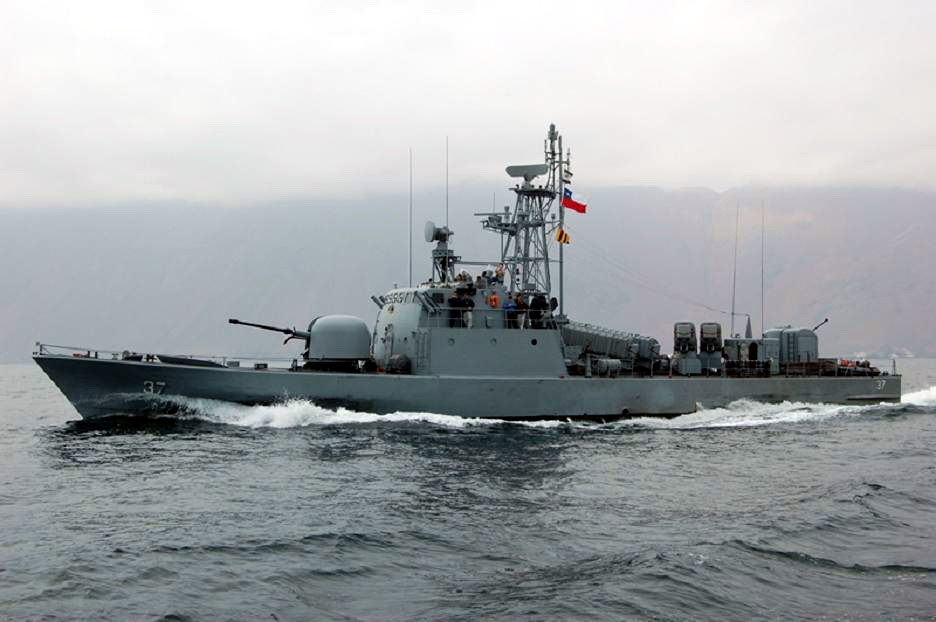
Patrullera llançamíssils xilena Teniente Orellana